# Borys Hudyma
Borys Hudyma (29 dicembre 1941) è un diplomatico ucraino.
Ambasciatore straordinario e plenipotenziario dell'Ucraina, dal 1999 al 2004 l'Ambasciatore Straordinario e Plenipotenziario d'Ucraina nella Repubblica Italiana.